# سنترال لیک
سنترال لیک (به انگلیسی: Central Lake) یک روستا در ایالات متحده آمریکا است که در شهرستان انتریم، میشیگان واقع شده‌است. سنترال لیک ۳٫۲۴ کیلومتر مربع مساحت و ۹۵۲ نفر جمعیت دارد و ۱۹۷ متر بالاتر از سطح دریا واقع شده‌است.